# Timothy Ballard
Timothy Ballard (California, 19 de julio de 1971) es un activista conservador estadounidense, reconocido por ser el fundador y ex director ejecutivo de la organización Operación Ferrocarril Subterránea, y The Nazarene Fund. Organiza actividades a nivel nacional e internacional para, según él, detener la trata de menores de edad, y aunque la organización fundada por Ballard asegura haber rescatado miles de víctimas de trata y detenido a más 750 traficantes, las declaraciones realizadas por la organización no suelen sobrevivir a un verdadero escrutinio. En 2023 Ballard se retiró de su cargo como director ejecutivo de la organización Operación Ferrocarril Subterránea, luego de que varias empleadas de la organización acusaran a Ballard de conducta sexual inapropiada, y en ese mismo año, La Iglesia de Jesucristo de los Santos de los Últimos Días, a la que Ballard era cercano, emitió un comunicado condenando a Ballard por actividades «moralmente inaceptables».
Ballard también ha enfrentado críticas por retransmitir redadas sin tener en cuenta la privacidad de las víctimas y por apoyar un muro de seguridad fronterizo a lo largo de la frontera sur de los Estados Unidos y sobre sus obras escritas en su serie 'Hipótesis' que han sido descritas como ahistóricas y muy revisionistas.
El trabajo de Ballard incluye el desarrollo de software e investigaciones en Internet específicamente para infiltrarse en redes de intercambio de archivos donde los traficantes intercambian pornografía infantil. Ballard ha ayudado en la formación de muchos agentes del orden en estos procedimientos. Además, también ha testificado ante el Congreso de los Estados Unidos y ha recomendado procedimientos y prácticas para rescatar a los niños de las redes de tráfico de menores. Las actividades de Ballard y de la organización Operación Ferrocarril Subterránea han tenido una gran cobertura mediática. Ballard y la organización que fundo, también han recibido críticas y quejas sobre rescates inventados.

## Biografía

### Escolaridad
Después de crecer en California, Ballard asistió a la Universidad Brigham Young en Provo, que es la capital del condado de Utah Como miembro de La Iglesia de Jesucristo de los Santos de los Últimos Días, fue en una misión eclesiástica a Chile y luego se graduó cum laude de la Universidad Brigham Young con una licenciatura en Artes grado en Español y Ciencias Políticas . A continuación, se graduó con honores del Instituto Middlebury de Estudios Internacionales en Monterey CA. con una Maestría en Artes grado en Política Internacional.

### Gobierno
Ballard trabajó como agente especial para el Departamento de Seguridad Nacional , Investigaciones de Seguridad Nacional, durante más de diez años. Durante su tiempo de trabajo para el gobierno estadounidense, trabajó en el Grupo de Trabajo sobre Delitos de Internet contra Niños y trabajó como agente encubierto para el Equipo de Salto de Turismo Sexual Infantil de EE. UU. La mayor parte de su carrera la pasó trabajando en el puerto de entrada México-Estados Unidos en Calexico, CA, con el enfoque en casos de explotación y trata de niños. Estos casos llevaron regularmente a Ballard, que habla español con fluidez, a América Latina.

### Fundación O.U.R
Ballard dejó el gobierno en 2013 y fundó la organización sin fines de lucro Operation Underground Railroad , o O.U.R. Ha informado a muchos líderes mundiales sobre el tema del tráfico sexual infantil, incluido el presidente Donald Trump en enero de 2019. En octubre de 2020, la Oficina del fiscal del condado Davis en el estado de Utah, declaró que O.U.R. y Tim Ballard estaban bajo investigación por quejas que alegan que O.U.R. había cometido actos ilegales de recaudación de fondos inventando rescates que nunca sucedieron.
Ballard se separó de O.U.R. en 2023. En ese momento, Vice informó: "Una carta anónima enviada a empleados y donantes del grupo contra la trata de personas Operation Underground Railroad afirma que el fundador Tim Ballard dejó la organización recientemente después de una investigación interna sobre las acusaciones hechas en su contra por varios empleados". Más tarde, Vice informó que su salida había seguido a acusaciones de conducta sexual inapropiada. El contenido de la carta anónima se publicó íntegramente el 17 de septiembre; alegaba un patrón de preparación y manipulación de mujeres afiliadas a la organización.

### Audiencia ante el Congreso
El 14 de mayo de 2015, se le pidió a Ballard que testificara ante el Congreso de los Estados Unidos . El Subcomité de Derechos Humanos Globales de Asuntos Exteriores de la Cámara de Representantes celebró una audiencia sobre las asociaciones entre el gobierno de los Estados Unidos y las organizaciones no gubernamentales que rescatan a las víctimas de la trata. El 6 de marzo de 2019, Ballard fue llamado a testificar ante el Comité Judicial del Senado de los Estados Unidos sobre la seguridad fronteriza entre Estados Unidos y México y su relación con el tráfico sexual infantil.

### Nombramiento presidencial
En 2019, Ballard fue nombrado miembro del Consejo Asesor de Asociaciones Público-Privadas de la Casa Blanca para poner fin a la trata de personas.

### Medios
En 2016, The Abolitionists , un documental del productor de La lista de Schindler, Gerald Molen, presentó las primeras operaciones realizadas por Ballard y Operation Underground Railroad. Otro documental del director Nick Nanton, Operation Toussaint , fue producido en 2018 y presentó una operación en Haití que contó con el apoyo del presidente haitiano Jovenel Moïse y la excongresista Mia Love. Un largometraje sobre la vida de Ballard, Sonido de libertad , protagonizado por Jim Caviezel, Mira Sorvino y Eduardo Verastigui fue anunciado en 2018 y estrenada en el año 2023.
ESPN presentó a Ballard y al entrenador en jefe de los Pittsburgh Steelers , Mike Tomlin, en un artículo que destacó el problema de restavek cerca de la frontera de Haití y República Dominicana. Tomlin también escribiría el prefacio del libro de Ballard Slave Stealers: True Accounts of Slave Rescues - Entonces y ahora. 

### Acerca de su obra
Con su formación y estudio de la historia estadounidense, Ballard escribió los libros más vendidos The Covenant: One Nation Under God, y su secuela, The Covenant, Lincoln y la guerra. En 2018 publicó el libro biográfico Slave Stealers: True Accounts of Slave Rescues - Then and Now , que detalla su experiencia al formar una organización sin fines de lucro para rescatar a niños. El libro también establece algunos paralelismos con la historia estadounidense del siglo XIX y la trata transatlántica de esclavos. El tema principal es una abolicionista del siglo XIX llamada Harriet Jacobs y su lucha por escapar de la esclavitud y salvar a sus hijos.

## Publicaciones
- The Covenant (2012)
- The American Covenant, Vol. I and Vol. II (2011 y 2014)
- The Covenant, Lincoln, and the War (2012)
- The Lincoln Hypothesis (2016)
- The Washington Hypothesis (2016)
- Slave Stealers (2018)
- The Sound of Freedom (2023)